# Kásim Sulejmání
Kásim Sulejmání (též Kásem Solejmání, angl. přepis Qasem Soleimani, persky قاسم سلیمانی‎; 11. března 1957, Rabor, Kermán – 3. ledna 2020, Bagdád, Irák) byl velitelem speciálních jednotek Quds íránských revolučních gard (IRG) v hodnosti generálmajora. Za svého života byl přezdíván Stínový velitel. Nejvyšší íránský revoluční vůdce, ájatolláh Sajjid Alí Chameneí, jej v roce 2014 nazval Žijící mučedník.
Byl považován za jednoho z nejvlivnějších představitelů Íránu. V říjnu 2007 byl vládou Spojených států zařazen do seznamu osob hledaných za podporu terorismu na základě exekutivního příkazu č. 13382. Sulejmání byl považován za úspěšného velitele v bojích proti Islámskému státu (IS) v Sýrii a v Iráku. Jeho činnost jako velitele jednotek, které prováděly také teror vůči jakékoliv opozicí v Íránu, byla kontroverzní.
Spolu se čtyřmi dalšími muži byl Sulejmání zabit raketovým útokem bezpilotního letadla Spojených států amerických v blízkosti Mezinárodního letiště Bagdád krátce po příletu ze Sýrie.

## Život a kariéra

### Mládí
Podle údajů Ministerstva vnitra Spojených států se narodil ve městě Gom (Qom, Kumm), ale perské zdroje uvádějí jako jeho rodnou obec horskou vesnici Rabor v provincii Kermán. Zřejmě hned po ukončení povinné pětileté školní docházky, ve věku třinácti let (1970), odešel spolu s příbuzným Ahmedem Sulejmáním do města Kermán, kde pracovali jako stavební dělníci, aby získali finance na splacení otcova dluhu. V roce 1975 začal pracovat ve zdejší vodárenské distribuční společnosti, ve které působil do února 1979.

### Vojenská kariéra
V roce 1977 se zapojil do revolučního hnutí proti vládě šáha Mohammada Rezá Šáha Pahlavího. Po završení revoluce a vyhlášení islámské republiky v roce 1979 vstoupil do nově vytvořených ozbrojených oddílů Íránských revolučních gard (IRG) ve městě Kermán. Po výcviku a počátečním působení jako instruktor na základně IRG se zúčastnil expedice do města Mahabadim v provincii Východního Ázerbájdžánu, za účelem potlačení místního kurdského povstání (1979).
Během Irácko-Íránské války (1980-1988) dosáhl velení 41. divize, poté se soustředil na boj proti drogovým gangům v pohraničních oblastech Íránu a Afghánistánu. V roce 2002 se stal velitelem jednotek Quds, elitních složek IRG. Byl odpovědný za všechny zahraniční íránské vojenské operace v Libanonu, Sýrii, Iráku a Jemenu.
Sulejmání hrál klíčovou roli při obraně Iráku proti expanzi Islámského státu. Podílel se na osvobození iráckého Tikrítu v roce 2015 a Fallúdži v roce 2016. Byl také aktivně zapojen do občanské války v Sýrii. Stál za ovládnutím syrského města Kusajr v roce 2013, které bylo do té doby pod kontrolou syrských povstalců a džihádistů z Fronty an-Nusrá, a výrazně přispěl k vítězství jednotek syrské armády a jejích spojenců v bitvě o Aleppo v letech 2012–2016.

## Smrt

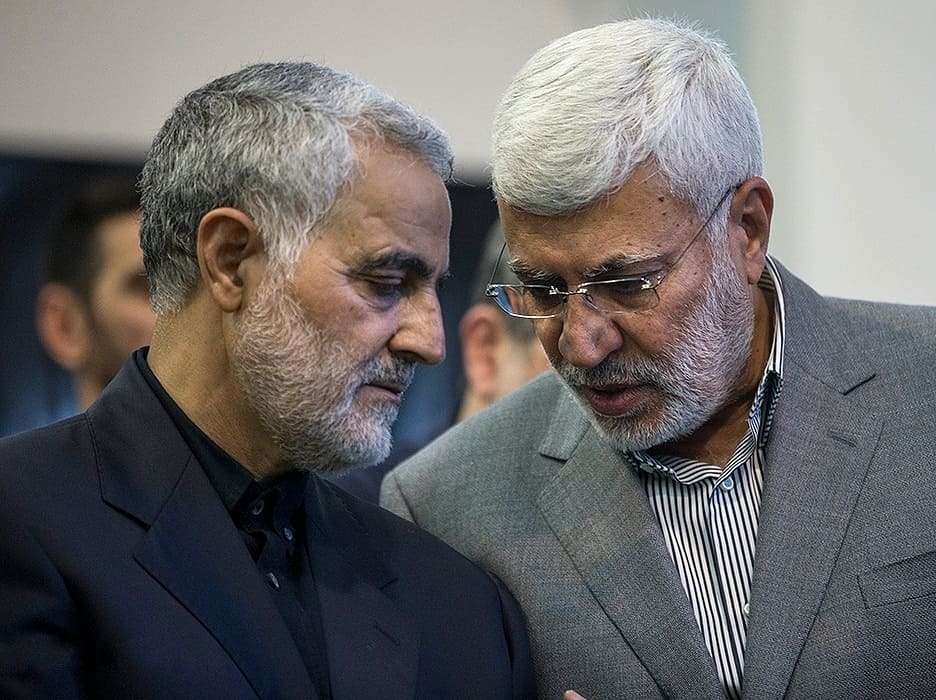
Kásim Sulejmání (vlevo) a Abú Mahdí al-Muhandis (vpravo) byli mezi zabitými při útoku poblíž bagdadského letiště

Na rozkaz prezidenta Donalda Trumpa a na základě informací amerických tajných služeb provedlo Letectvo Spojených států amerických 3. ledna 2020 raketový útok bezpilotním letadlem na dva automobily v blízkosti bagdádského mezinárodního letiště, při kterém byl generálmajor Sulejmání zabit. Přitom přišli o život i zástupce velitele šíitských milic PMF Abú Mahdí al-Muhandis a další tři muži (podle Íránského velvyslance v Iráku bylo celkem 10 mrtvých). Írán a jeho spojenci označují tuto vojenskou operaci jako atentát. Po své smrti byl povýšen do hodnosti generálporučíka.
Ve své analýze této události popsal washingtonský dopisovatel německého deníku Frankfurter Allgemeine Zeitung Majid Sattar její pozadí. Považoval ji za následek předešlých akcí íránských jednotek v Iráku nebo událostí, které se staly pod vlivem Íránu, zvláště útoku početných demonstrantů na americké velvyslanectví v Bagdádu několik dní před útokem na Sulejmáního a jeho doprovod. Zároveň se podle Sattara jedná o závažné rozhodnutí prezidenta Trumpa, které je determinováno jeho soupeřením s Demokratickou stranou USA a snahou o znovuzvolení prezidentem v listopadu 2020, přičemž mohou jeho následky podstatně ovlivnit jeho další politický osud.
Nástupcem Sulejmáního jako velitel jednotek Quds íránských revolučních gard se stal generál Esmaíl Ghání, jeho dosavadní dlouholetý zástupce. Úkolem Gháního má podle zpráv být „masívní odveta Spojeným státům“, kterou ohlásili vůdce íránské revoluce ájatolláh Sajjid Alí Chameneí a Sulejmáního dcera při smutečním shromáždění v Teheránu.

### Po smrti
Asijská fotbalová konfederace zrušila 2. října 2023 zápas mezi íránským Sepahanem a saúdským Al-Ittihadem v Isfahánu poté, co Al-Ittihad odmítl nastoupit, když pořadatel nevyhověl jejich žádostem o odstranění busty Sulejmáního umístěné v nástupu na hřiště.